# 尼崎市立立花西小学校
尼崎市立立花西小学校（あまがさきしりつ たちばなにししょうがっこう）は、兵庫県尼崎市南武庫之荘にある公立小学校。2013年（平成25年）5月1日現在の児童数は561名である。

## 沿革
- 1967年（昭和42年）4月1日 - 尼崎市立立花西小学校創立。

## 通学区域
- 南武庫之荘1丁目 - 5丁目[2]

## 進路状況
ほとんどの児童は尼崎市立南武庫之荘中学校へ進学するが、国私立中学校へ進学する児童もいる。

## 著名な出身者
- 新涼平（ギタリスト・俳優）

## 通学区域が隣接している学校
- 尼崎市立武庫南小学校
- 尼崎市立水堂小学校
- 尼崎市立立花北小学校
- 尼崎市立武庫庄小学校
- 尼崎市立武庫東小学校